# Friedrich Brockhaus (Jurist)
Friedrich Brockhaus (* 21. September 1838 in Dresden; † 14. Oktober 1895 in Jena; voller Name Friedrich Arnold Brockhaus) war ein deutscher Staats- und Kirchenrechtslehrer.

## Leben
Friedrich Brockhaus war der jüngere Sohn des Orientalisten Hermann Brockhaus und dessen Frau Ottilie Wagner, Schwester von Richard Wagner. Somit ist der Enkel des Verlegers Friedrich Arnold Brockhaus, ferner Bruder des Theologen Clemens Brockhaus.
Brockhaus hatte am 20. Januar 1861 an der Universität Leipzig zum Doktor der Rechte promoviert. Am 16. Dezember 1863 habilitierte er sich als Privatdozent der Rechte an der Universität Jena und man ernannte ihn am 8. Februar 1869 zum außerordentlichen Professor. Ostern 1871 zog er  als ordentlicher Professor des öffentlichen Rechts an die Universität Basel, wurde am 1. Oktober 1872 Professor des Kirchenrechts, des deutschen Privat- und Staatsrechts an der Universität Kiel und am 2. April 1888 Professor an der Universität Marburg deutsches Privat- und Handels-, Reichs-, Landesstaats- und Kirchenrechts. Am 1. Oktober 1889 wurde er Professor des Staats-, Kirchen-, Verwaltungs- und Völkerrechts an der Universität Jena und war hier im Sommersemester 1892 Rektor der Alma Mater.
Er wurde im Erbbegräbnis der Familie in der IV. Abteilung des Neuen Johannisfriedhofs beerdigt.

## Werke
- Das Legitimitätsprincip (Leipzig 1868)
- Die Briefe des Junius (Leipzig 1876)
- Der Einfluß fremder Rechte auf die Entwicklung des deutschen Rechts (Kiel 1883)
- Ueber das canonische Recht (Kiel 1888)
- Das deutsche Heer und die Contingente der Einzelstaaten (Leipzig 1888)

## Weblink
- Brockhaus, Friedrich Arnold. Hessische Biografie.  In: Landesgeschichtliches Informationssystem Hessen (LAGIS).

| Personendaten    | Personendaten                                    |
| ---------------- | ------------------------------------------------ |
| NAME             | Brockhaus, Friedrich                             |
| ALTERNATIVNAMEN  | Brockhaus, Friedrich Arnold (vollständiger Name) |
| KURZBESCHREIBUNG | deutscher Staats- und Kirchenrechtslehrer        |
| GEBURTSDATUM     | 21. September 1838                               |
| GEBURTSORT       | Dresden                                          |
| STERBEDATUM      | 14. Oktober 1895                                 |
| STERBEORT        | Jena                                             |